# Syllabaire kpelle
Pour les articles homonymes, voir Kpelle.
Le syllabaire kpelle, ou écriture kpelle, est un système d’écriture de type syllabaire développé par Gbili de Sanoyea au Liberia dans les années 1930 et utilisé dans les années 1930 et 1940 pour la langue kpelle,.